# バイユー・ラフォーシュ
バイユー・ラフォーシュ(Bayou Lafourche)は、米国ルイジアナ州南東のバイユーである。ドナルドソンヴィルのミシシッピ川が流れる付近に端を発し、アセンション郡、アサンプション郡、ラフォーシュ郡を流れ、メキシコ湾に到達する。総延長は106マイル（171キロメートル）であり、「世界一長いメインストリート」とも呼ばれる。
今日、30万人以上のルイジアナ州の周辺住民が、このバイユーを水源とする飲料水に依存している。ラフォーシュ(Lafourche)という名前は、フランス語で「分岐点(英語でthe fork)」を意味し、ミシシッピ川から分岐して多量の水が流れ込む様子を例えた表現である。以前はドナルドソンヴィルでミシシッピ川から分岐する形となっていたが、1905年にダムの建設によってせき止められた。ダムはルイジアナ州中部の広大な湿地帯維持に必要な養分と水の補給を遮断する結果となり、かつて豊富な水が流れていたバイユーを淀んだ溝に変えてしまった。
現在、ドナルドソンヴィルでミシシッピ川からバイユー・ラフォーシュへの水の流入を増やすことでバイユーの復活をさせ、バイユー下流の土地の急速な喪失を食い止める長期プロジェクトが進められている。計画では、水の放出を規制するために、制御構造を使用することになっている。